# Corporate Gothic
Corporate Gothic (ook wel kortweg CorpGoth) was oorspronkelijk niet meer dan de benaming voor de formele kleding van vele batcavers, deathrockers en andere vroege Goths, die voornamelijk diende om te dragen op de werkvloer.
Meer recent is de Corporate Gothic-stijl echter uitgegroeid tot een meer volwaardige vorm van Gothic, zij het nog steeds gezien als 'alternatief binnen een alternatieve wereld'. Men ziet dezer dagen dan ook hier en daar Goths die op events en gothicfuiven verschijnen gekleed in de donkere uitvoeringen van formele zakenkleding.

## Oorsprong
Het woord 'Corporate Gothic' is een samenstelling van Gothic, dat verwijst naar de subcultuur en het Engelse 'Corporate', dat verwijst naar het Amerikaans professioneel beroepsleven.
Corporate Gothic is van oorsprong niet een zelfstandige stijl binnen de gothicscene, maar is ontstaan als een oplossing voor een eerder praktisch probleem waar enkele Goths mee werden geconfronteerd. Tienergoths werden uiteindelijk volwassen en kwamen uiteindelijk op de arbeidsmarkt terecht. De traditionele vormen Gothickleding bleken niet afdoende te zijn voor de hooggeschoolde Goths, die bijgevolg terechtkwamen op heel conservatieve werkplekken. Goths die plots als accountant, advocaat, architect, dokter enz. op sollicitatiegesprekken verschenen, kregen steevast te horen dat hun kleding en uiterlijk ongepast en zelfs aanstootgevend was, met als gevolg dat ze veelal naast de job grepen.
Omdat de meesten liever niet helemaal hun Gothic-uiterlijk opgaven, zelfs al zou het maar van 9 tot 17 uur zijn, ontstonden er zo 'Gothic Outfits' die duidelijk meer gericht waren op gebruik in een conservatieve omgeving, in plaats van te dragen in nachtclubs en op festivals.

## Evolutie
Door de tijd raakte de Corporate Gothic look echter ietwat opgewaardeerd. De Corporate Gothic kledingstijl verliet de benauwde kantoorruimtes en werd hier en daar zelfs overgenomen door Goths die elders misschien als magazijnier of conciërge werkten of zelfs nog in de schoolbanken zaten.
CorpGoth deed zijn intrede op de Gothic events en in de Gothic clubs. Allicht vooral nog omdat CorpGoth opviel ten opzichte van 'traditionele' Gothicsubstijlen. Het was een heel nieuwe manier voor Goths om hun expressie naar hun kleding te vertalen. Het vrij strakke, zakelijk aspect van de kleding vult bovendien heel goed het cynische aan, dat een beetje de rode draad door 'The Gothic Movement' vormt.
Ook meer traditionele zakenmannen, die in hun vrije tijd naar andere muziek dan naar Gothic luisteren, raakten soms gefascineerd door de ietwat alternatieve benadering van 'zakenkleding'. Zakenkleding die in regel vrij saai is, kan door toepassing van CorpGoth elementen juist iets mystieks en persoonlijks krijgen. Het is bovendien ideaal om er net iets anders uit te zien dan al je collega's, zonder daarbij al te erg uit de toom te vallen.
Boekhouders en begrafenisondernemers hebben twee dingen gemeen: ze dragen beiden zwarte maatpakken en hun werk is even doods.

## Mode en kleding

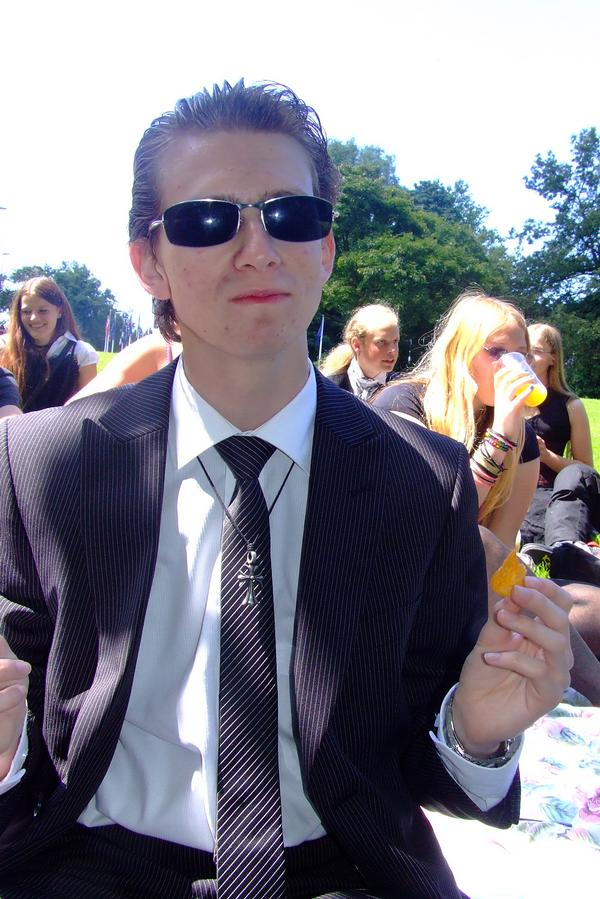
Een CorpGoth op een Gothic-picknick.

Heel populair bij mannen werd het zwarte maatpak (al dan niet voorzien van krijtstreep), aangevuld met meer fantasievolle accessoires als stropdassen met subtiele gotische motieven, zakhorloges, victoriaans ogende dasspelden en manchetknopen, zilveren ringen en armbanden, gestreepte sokken enz. Ook het zwart pak in kwestie betreft, poogt men elementen van de door de drager geliefde Gothicstijl te laten doorschemeren. Wie 's nachts Cybergothic is, zal overdag op kantoor misschien graag een heel scherp gesneden maatpak met blinkende fluo(achtig) gekleurd satijnen hemd en blinkende lakschoenen dragen. Klassiek aandoende driedelige pakken zijn dan weer relatief populair onder Goths die 's nachts Victorian zijn. Ook populair zijn pakken met blazerrevers voorzien van peaklapels, rode voering of met blinkende koperen knopen. Voor formele gelegenheden (zoals bruiloften) durven mannelijke CorpGoths weleens varianten op de meer formele pakken, zoals de Jacquet of het Rokkostuum dragen. Op dat moment begeeft Corporate Gothic zich natuurlijk in het vaarwater van het opvallendere Victorian Gothic.
Ook bij vrouwelijke Goths, in hoge functies, zocht men naar een acceptabel compromis tussen Gothic en conservatief. Ideaal bleek een knielange zwarte jurk met donkere nylonkousen, zwarte hoge hakken, blazers in victoriaanse stijl en opnieuw fantasievolle zilveren juwelen te zijn. Ook een zwart (of krijtstreep) mantel- of broekpak met zwarte enkellaarsjes is populair. Ook hier geldt dat voor formele, plechtige gelegenheden zwarte victoriaans aanvoelende jurken en korsetten populair zijn.
Veelal wordt opgemerkt dat veel CorpGoth-outfits leunen tegen andere stijlen, zoals Dandy Gothic en (neo)victorianisme. Deels klopt dit ook. De stijlen overlappen elkaar (het hedendaagse maatpak is een nakomeling van wat mannen in het victoriaans tijdperk droegen bijvoorbeeld) en veel CorpGoths gebruiken, uit zelfexpressie, dandyachtige elementen. Denk maar aan gilets met victoriaanse motieven, gestreepte stropdassen, fijne lederen schoenen, wandelstokken met zilveren handvatten enz.

## Muziek
Corporate Gothic heeft op het eerste gezicht geen enkele band met welk muziekgenre dan ook.
Wel is het zo dat typische CorpGoth elementen, al dan niet toevallig, terugkomen in de podiumoutfit van bands waar toch nogal wat Goths naartoe luisteren. Denk maar aan:
- Marilyn Manson: Droeg vooral ten tijde van zijn album 'The Golden Age Of Grotesque' jaren 30 geïnspireerde maatpakken.
- Suicide Commando: Dragen rode stropdassen en hemden tijdens hun optredens.
- Covenant: Treden steevast op in een getailleerd maatpak.
- Blutengel: Frontman Chris Pohl treedt meestal op in een driedelig maatpak met witte stropdas, aangevuld met accessoires als zilveren ringen, handschoenen, gematigde make-up, weinig opvallende piercings enz.
- Welle:Erdball: Treden op in outfits; de heren in zwarte vierknoopspakken en de dames in halflange witte jurken met nylons, die worden geassocieerd met de overzakelijke BRD van de jaren 60 en 70.
- Evanescence: Heeft een bandfoto waarop Amy Lee in een bloedrode slaapkamer poseert, gekleed in een galajurk. De overige mannelijke bandleden om haar heen dragen allen donkere maatpakken.
- The Sisters Of Mercy: In de videoclip 'Dominion' draagt Andrew Eldritch een wit maatpak met zwarte stropdas en zonnebril.

## Organisaties
Doorgaans mengen CorpGoths zich liever onder de andere Goths, dan echt te streven naar een meer zelfstandige identiteit als CorpGoth. Dit is in schril contrast met bijvoorbeeld de Cyber Goths die zich liever toch ietwat distantiëren van de andere Gothic substromingen.
Wel bevat de populaire Amerikaanse Gothic-comunity site http://www.waningmoon.com/ een aparte Corporate Gothic community, die handelt over het dagelijkse leven, eerder dan zich specifiek op de typerende Corporate Gothic kleding te richten, en natuurlijk de problemen waar CorpGoths mee op de werkvloer worden geconfronteerd. Via het networking gedeelte van de site spreken CorpGoths bovendien ook af om in bepaalde regio's gezamenlijk te gaan picknicken of te gaan lunchen.

## Trivia
- Corporate Gothic is tevens de titel van een thriller-roman van DT Parry. Het verhaal gaat over een kantoorblok dat door het noodlot geïsoleerd komt te liggen van de buitenwereld. Binnenin komt het beest in de anders zo brave bedienden naar boven.